# UFC 152
O UFC 152: Jones vs. Belfort foi um evento de MMA promovido pelo Ultimate Fighting Championship que ocorreu no dia 22 de setembro de 2012 no Air Canada Centre em Toronto, Ontário, Canadá.

## Background
O evento recebeu a disputa do Cinturão dos Pesos Meio-Pesados entre Jon Jones e Vitor Belfort e a final do torneio e disputa do Cinturão Inaugural dos Pesos-Moscas entre Joseph Benavidez e Demetrious Johnson.
BJ Penn era esperado para enfrentar Rory MacDonald no evento. No entanto, MacDonald se machucou e a luta foi remarcada para o UFC on Fox: Henderson vs. Diaz.
Roger Hollett era esperado para enfrentar Matt Hamill no evento. No entanto, Hollett foi forçado a se retirar da luta com uma lesão e foi substituído por Vladimir Matyushenko. Porém, Matyushenko sofreu uma lesão no tendão de aquiles durante um treino e Hollett foi reintegrado ao evento.
Após o UFC 151 ser cancelado devido a uma lesão de Dan Henderson e a recusa de Jon Jones de enfrentar Chael Sonnen, o campeão Jon Jones enfrentaria Lyoto Machida neste evento. Porém, Lyoto também recusou a luta e Vitor Belfort enfrentará Jones.
Após o cancelamento do UFC 151, a luta entre Kyle Noke e Charlie Brenneman foi movida para este evento.
Dan Miller era esperado para enfrentar Sean Pierson neste evento. No entanto, Miller foi forçado a se retirar após conseguir um transplante para o filho e foi substituído por Lance Benoist.

## Card
Nota 1 Defendeu o Cinturão Meio-Pesado do UFC.

Nota 2 Ganhou o Cinturão Inaugural Peso-Mosca do UFC.

## Torneio dos Pesos Moscas
|  | Semifinais UFC on FX 2 / UFC on FX 3 | Semifinais UFC on FX 2 / UFC on FX 3 | Semifinais UFC on FX 2 / UFC on FX 3 |                    |                | Finais UFC 152   | Finais UFC 152 | Finais UFC 152 |  |
|  |                                      |                                      |                                      |                    |                |                  |                |                |  |
|  | Estados Unidos                       | Joseph Benavidez                     | TKO                                  |                    |                |                  |                |                |  |
|  | Estados Unidos                       | Joseph Benavidez                     | TKO                                  |                    |                |                  |                |                |  |
|  | Japão                                | Yasuhiro Urushitani                  | 2                                    |                    |                |                  |                |                |  |
|  | Japão                                | Yasuhiro Urushitani                  | 2                                    |                    | Estados Unidos | Joseph Benavidez | 5              |                |  |
|  |                                      |                                      |                                      |                    | Estados Unidos | Joseph Benavidez | 5              |                |  |
|  |                                      |                                      | Estados Unidos                       | Demetrious Johnson | DD             |                  |                |                |  |
|  | Estados Unidos                       | Demetrious Johnson[a]                | Estados Unidos                       | Demetrious Johnson | DD             | DU               |                |                |  |
|  | Estados Unidos                       | Demetrious Johnson[a]                |                                      |                    |                |                  |                |                |  |
|  | Estados Unidos                       | Ian McCall                           | 3                                    |                    |                |                  |                |                |  |

a.^  A primeira luta da semifinal entre Johnson e McCall no UFC on FX 2 terminou em um empate majoritário (29-28, 28-29, 28-28). Johnson derrotou McCall em uma revanche no UFC on FX 3.

## Bônus da noite
Os lutadores receberam U$S 65 mil em bônus.[carece de fontes?]
- Luta da Noite:  TJ Grant vs.  Evan Dunham
- Nocaute da Noite:  Cub Swanson
- Finalização da Noite:  Jon Jones